# Episodi di SOKO Wismar (undicesima stagione)
L'undicesima stagione della serie televisiva SOKO Wismar è stata trasmessa in anteprima in Germania dalla ZDF tra il 9 ottobre 2013 e il 23 aprile 2014.
| nº | Titolo originale            | Titolo italiano | Prima TV Germania | Prima TV Italia |
| -- | --------------------------- | --------------- | ----------------- | --------------- |
| 1  | Sprachlos                   | inedito         | 9 ottobre 2013    | inedito         |
| 2  | Erfroren                    | inedito         | 16 ottobre 2013   | inedito         |
| 3  | Das Ende vom Lied           | inedito         | 23 ottobre 2013   | inedito         |
| 4  | Reiterspiele                | inedito         | 30 ottobre 2013   | inedito         |
| 5  | Verlorene Tochter           | inedito         | 6 novembre 2013   | inedito         |
| 6  | Unterm Hammer               | inedito         | 13 novembre 2013  | inedito         |
| 7  | Die Moorleiche              | inedito         | 20 novembre 2013  | inedito         |
| 8  | Tod im Feld                 | inedito         | 4 dicembre 2013   | inedito         |
| 9  | Als der Fremde kam          | inedito         | 11 dicembre 2013  | inedito         |
| 10 | Über den Dächern von Wismar | inedito         | 18 dicembre 2013  | inedito         |
| 11 | Meine beste Freundin        | inedito         | 8 gennaio 2014    | inedito         |
| 12 | Krieg der Sterne            | inedito         | 15 gennaio 2014   | inedito         |
| 13 | Die Leiden des Sammlers     | inedito         | 22 gennaio 2014   | inedito         |
| 14 | Bernd und Harry             | inedito         | 29 gennaio 2014   | inedito         |
| 15 | Fotofalle                   | inedito         | 5 febbraio 2014   | inedito         |
| 16 | Der Stachel in mir          | inedito         | 26 febbraio 2014  | inedito         |
| 17 | Der letzte Aufguss          | inedito         | 5 marzo 2014      | inedito         |
| 18 | Omelette Surprise           | inedito         | 12 marzo 2014     | inedito         |
| 19 | Der Gourmetkoch             | inedito         | 19 marzo 2014     | inedito         |
| 20 | Ausgebremst                 | inedito         | 26 marzo 2014     | inedito         |
| 21 | Das Nashorn                 | inedito         | 2 aprile 2014     | inedito         |
| 22 | Aurafrisur                  | inedito         | 9 aprile 2014     | inedito         |
| 23 | Als er fortging             | inedito         | 16 aprile 2014    | inedito         |
| 24 | Über sieben Brücken         | inedito         | 23 aprile 2014    | inedito         |